# Rai Med

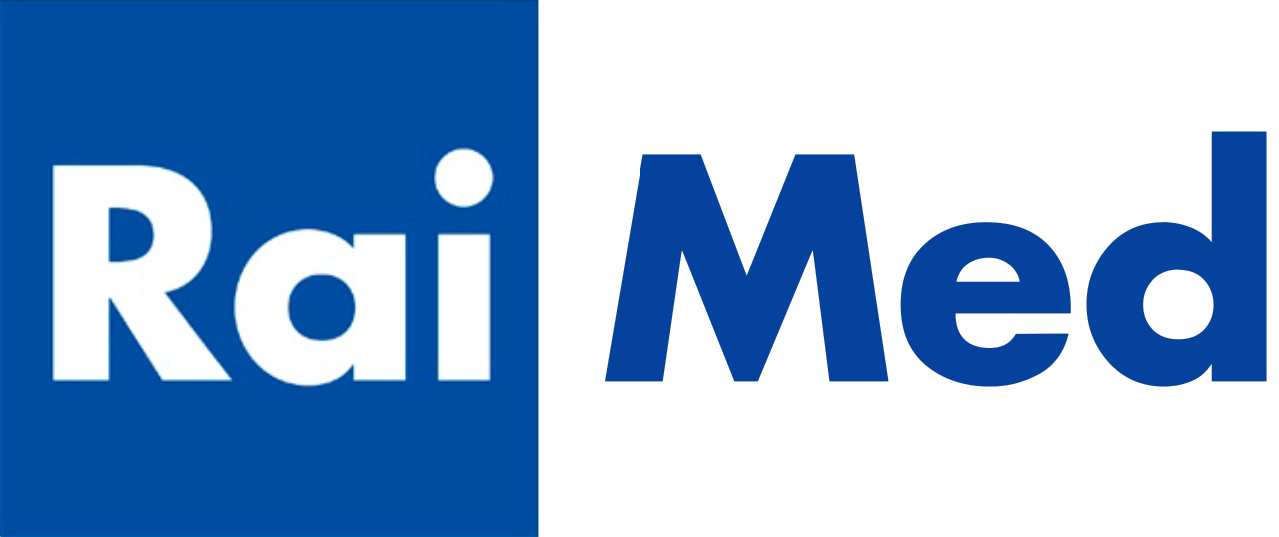

Rai Med – włoska telewizja informacyjna należąca do spółki RAI. Stacja jest związana blisko z Arabią Saudyjską

## Osobliwości Rai Med
Rai Med rozpoczęła nadawanie 24 sierpnia 2001 roku. Obecnie pokazuje rano program informacyjny dotyczący Arabii Saudyjskiej, czasami rozszczepia się z pasmem RAItalia, ale pokazuje też pasmo Terramed, w którym są zapowiadane programy nadawane na stacjach Arte, TVE, Rai, CA Alergie, France Télevision i TV7 Tunis.